# Condados de Hungría (1000-1920)
El condado (en húngaro: vármegye, megye) fue un tipo de unidad administrativa territorial en el Reino de Hungría entre su fundación en el siglo X y el tratado de Trianón de 1920.

## Nomenclatura

### Origen del nombre
La palabra latina comitatus se deriva de la palabra comes, que originalmente significaba "compañero" o miembro del séquito. En la Edad Media Temprana y Alta, el título era un título noble usado con varios significados. En el Reino de Hungría especialmente (pero no exclusivamente) se usaba con el significado de "jefe de condado".
La palabra húngara megye probablemente se deriva del eslavo meridional medja (međa, међа) que significa aproximadamente frontera territorial. La palabra eslava a su vez está relacionada con el latín medius ("medio") a través de una raíz indoeuropea común. La palabra original todavía se usa en las lenguas eslavas actuales (eslovaco medza, en esloveno (como meja), en serbocroata (como međa, међа), en un sentido similar, y parece haber significado, inicialmente, la frontera de un condado en lengua húngara. El húngaro tiene otra palabra (mezsgye) del mismo origen que significa zona fronteriza.
La palabra húngara ispán (cabeza de condado) deriva de la palabra eslava meridional župan (жупан), usada por los eslavos que vivían en la cuenca de los Cárpatos antes de la llegada de los húngaros y que representaba la cabeza de varias unidades territoriales. El título župan también se utilizó como título gobernante en la Serbia medieval.

### Terminología en los distintos idiomas

#### Condado
- Condado real: 
  - en latín: parochia, provincia, compagus civitatis, comitatus, mega.
  - en húngaro: vármegye, megye, várispánság.
  - en eslovaco: (kráľovský) komitát, župa, hradské španstvo.
  - en alemán: (Burg-)Komitat, (Burg-)Gespanschaft, Ispanschaft (raramente).

Algunos historiadores húngaros debates sobre las funciones de un en húngaro: vármegye (dirigido por un en latín: comes comitatus) y las de un várispánság (dirigido por un comes civitatis), normalmente argumentando que la unidad administrativa denominada vármegye incluía en ocasiones varias unidades militares llamadas várispánság.
- Condado noble: 
  - en latín: comitatus (ninguna otra forma del siglo XIII en adelante).
  - en húngaro: vármegye / megye (en la Edad Media ambos, luego principalmente vármegye, desde 1949 exclusivamente megye).
  - en eslovaco: stolica, župa (condado moderno, solo župa).
  - en alemán: Gespanschaft, Komitat, Grafschaft (raramente), (en los condados modernizados se suele usar Gespanschaft.
  - en croata: županija.
  - en francés: comitat.

#### Distrito
En cuanto a la categoría de los distritos era conocida como: en latín: processus, reambulatio, en húngaro: (szolgabírói) járás, en eslovaco: slúžnovský obvod/slúžnovský okres y en alemán: Stuhlbezirk.

#### Jefe del condado
- Condado real:
  - en latín: comes parochialis, comes civitatis, comes comitatus.
  - en húngaro: várispán, vármegyei ispán, megyésispán.
  - en eslovaco: hradský špán, župan
  - en alemán: Burggespan, Gespan
- Condado noble: 
  - en latín: comes.
  - en húngaro: ispán.
  - en lenguas eslavas župan.
  - en alemán: Gespan
- Jefe principal del condado:
  - en latín: comes (supremus).
  - en húngaro: főispán.
  - en eslovaco: hlavný župan
  - en alemán: Obergespan
- Jefe delegado del condado:
  - Condado real: en latín: comes castri, castellani
  - Condado noble: en latín: comes curialis, vicecomes, alispán, vicispán, en eslovaco: podžupan, vicišpán y en alemán: Untergespan, Vizegespan.

#### Asamblea general
Era denominada en latín: congregatio generali, en húngaro: közgyűlés, en eslovaco: generálna kongregácia, stoličné zhromaždenie y en alemán: Komitatsgeneralversammlung.

#### Jueces
Denominados en latín: iudices nobilium, iudlium, en húngaro: szolgabírák, en eslovaco: slúžni y en alemán: Schöffen, Stuhlrichter (en exclusividad en la etapa final). El jurado era denominado en latín: iurati assessores, iurassores, en húngaro: esküdtek, en eslovaco: súdni prísažní y en alemán: Geschworene. Los jueces delegados, a su vez, en latín: viceiudex, en húngaro: alszolgabírák, en eslovaco: podslúžni y en alemán: Unterstuhlrichter.

#### Ciudades municipales
Las ciudades de este tipo era llamadas en húngaro: törvényhatósági jogú város, en eslovaco: municipálne mesto y en alemán: Munizipalstadt, Munizipium.

## Condados reales (sigloX-finales delsigloXIII)

### Historia
Los húngaros se establecieron en la cuenca de los Cárpatos en 895. Los primeros condados fueron probablemente los situados en la actual Panonia del norte (Transdanubia), que surgieron antes o alrededor del año 1000. Se discute el momento exacto de la creación de muchos otros condados; sin embargo, muchos de ellos surgieron no más tarde del gobierno del rey Esteban I (1000/01-1038). Inicialmente, también hubo varios condados fronterizos pequeños (latín: marchiae), establecidos solo con fines militares (por ejemplo, condado de Bolondus), que dejaron de existir en el siglo XIV cuando los condados reales se transformaron en condados nobles. Inicialmente, también había algunos pequeños distritos especiales con castillo, que dejaron de existir en el siglo XIII.

### Funcionamiento
Cada condado estaba bajo la responsabilidad de un jefe de condado, cuya sede era un castillo, la capital del condado en la práctica. El jefe de condado era el representante del rey, el juez y el principal oficial encargado de hacer cumplir la ley en su territorio. Recaudaba los impuestos y pagos en especie hechos por los súbditos al rey, entregaba dos tercios de ellos al rey y se quedaba con el resto. Su castillo tenía fortificaciones especiales que podían resistir asedios prolongados. Las fuentes mencionan a los jefes de condado delegados por primera vez en el siglo XII.
El condado real estaba constituido por distritos de castillos.

## Condados nobles (finales delsigloXIII-1848)

### Historia

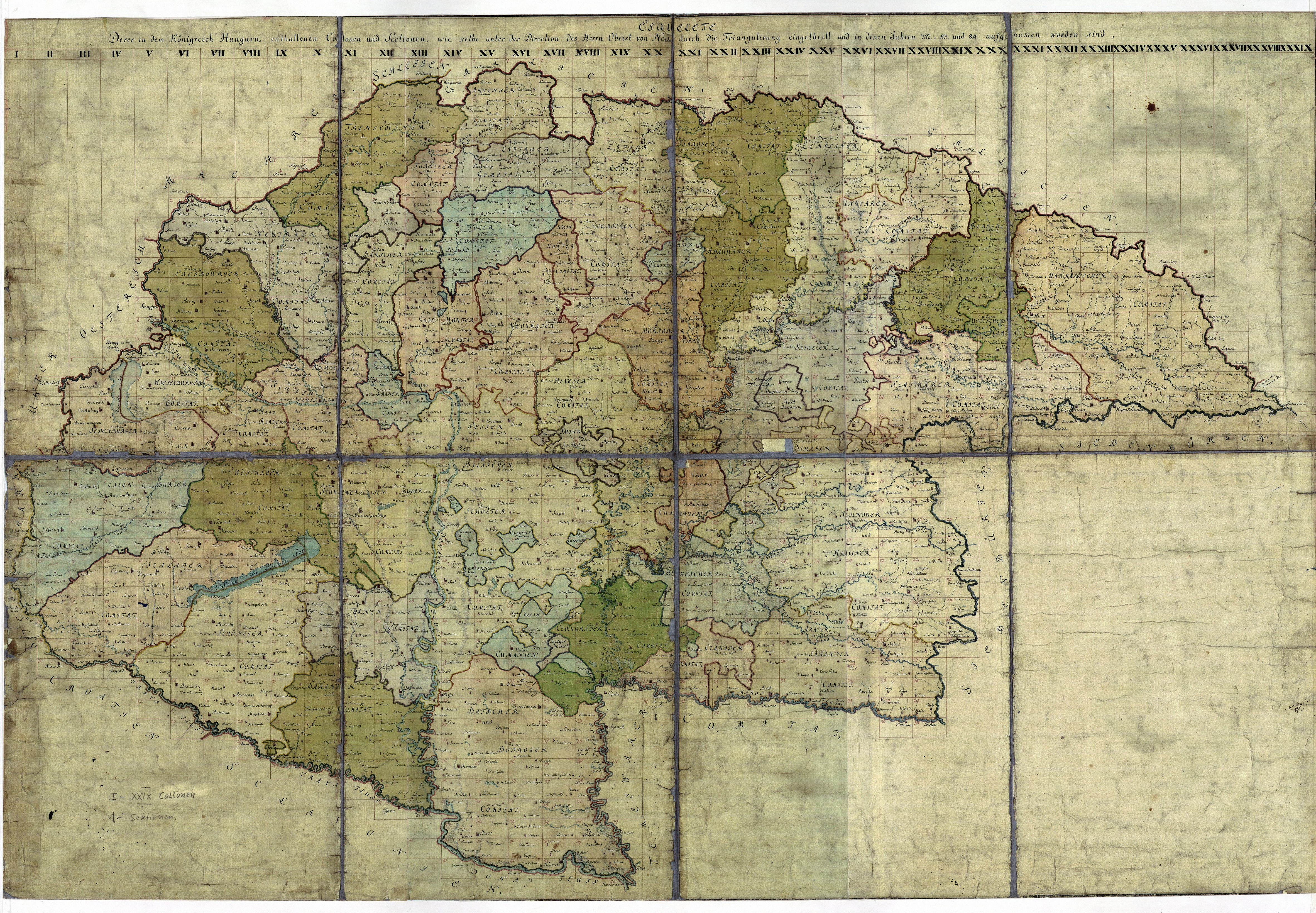
Mapa del reino de Hungría (sin el Principado de Transilvania, el reino de Croacia-Eslavonia ni el Banato de Tamis) en el Josephinische Landesaufnahme, justo antes de la reformas de José II.

A finales del siglo XIII, los condados reales se convirtieron gradualmente en condados nobles. Las razones de este desarrollo fueron:
- La llegadas de nuevos hospites, colonos extranjeros a los que se les permitía aplicar sus propias leyes en sus asentamientos, particularmente alemanes y especialmente desde 1242. Este hecho restringía notablemente los poderes del jefe del condado, puesto que estos hospites quedaban fuera de su jurisdicción.
- A finales del siglo XII, e incluso de manera más incisiva a principios del XIII bajo Andrés II, grandes partes del territorio del reino fueron donadas a los llamados "sirvientes reales" (artesanos de distintas profesiones que entre los siglos IX y XII habían sido asentados en pueblos especiales para que sirvieran al rey con sus habilidades).
- En el siglo XIII, los sirvientes reales consiguieron coordinar sus actividades para incrementar su propio poder a expensas del de los jefes de condado (Bula de Oro de 1222), convirtiéndose en nobles: servientes regis.

Como resultado, por los decretos reales de 1267, 1290 y 1298, el rey solo podía podía confirmar que los condados reales se habían convertido en condados nobles. Los nobles (en su mayor parte antiguas familias sirvientes reales) se convirtieron prácticamente en soberanos en sus condados. El cambio de tipo de condado, no obstante, se dio en diferentes momentos en cada condado.
En el siglo XV, las fronteras de los condados se estabilizaron, permaneciendo básicamente sin cambios hasta 1920. Entre inicios del siglo XVI y finales del siglo XVII, sin embargo, la mayor parte de los condados dejaron de existir al pasar a formar parte del Imperio otomano o del principado de Transilvania. Tras la derrota final de los turcos en 1718, los tres condados meridionales Temesiensis, Torontaliensis y Krassoviensis crearon el distrito administrativo especial Temesiensis (Banato de Temeswar). Este distrito fue de nuevo disuelto en 1779, pero su parte más meridional siguió siendo parte de la Frontera Militar (Confiniaria militaria)  hasta finales del siglo XIX.
Los organismos de los nuevos condados auxiliaron considerablemente a defender los intereses de la nobleza inferior y media respecto a los oligarcas, que a menudo eran los gobernantes de facto del reino, y respecto a los esfuerzos absolutistas de los reyes Habsburgo. Los condados, como instituciones nobles, fueron abolidos solo en el curso de la revolución de 1848 por los artículos legales III–V and XVI/1848.
En 1785, el rey José II decidió aboler los condados como entidades de autonomía noble (autogobierno) e introdujo un nuevo sistema de administración estatal en el reino de Hungría. El reino, incluyendo a Croacia y a Eslavonia, estaba principalmente dividido en diez nuevos distritos militar-administrativos, cada uno de los cuales estaba compuesto por entre cuatro y siete condados. El territorio de los condados correspondía con el tradicional, pero en 1786 muchos de ellos fueron unidos, convirtiéndose en puras unidades de administración estatal (los principales jefes de condado fueron abolidos, los funcionarios del condado pasaron a trabajar para el estado, los tribunales pasaron a ser responsabilidad del estado, etc.). Las capitales de los distritos para estar junto en su centro. El número de distritos processus se redujo. El lenguaje oficial pasó del latín al alemán. Los distritos estaban encabezados por un comisionado nombrado por el emperador austriaco, que era a la vez rey de Hungría. En 1790, no obstante, al hallar una fuerte resistencia a cualquier tipo de modernización en Hungría, el rey tuvo que echar marcha atrás con las reformar y reinstituir el sistema anterior.

### Funcionamiento
De los deberes de los antiguos condados reales solo permanecieron el deber de apoyar militarmente al rey, la unidad territorial y, formalmente, el título de jefe de condado.
El nuevo condado era una entidad autónoma de la pequeña nobleza. Estaba dirigido por el jefe de condado (comes), designado por el rey, y por su delegado, designado por el primero. Estas dos personas eran el vínculo entre el rey y la nobleza. Por regla general, los jefes de condado (desde el siglo XV/XVI en adelante llamados jefe de condado principal) eran los señores feudales supremos del condado. Desde principios del siglo XIV, el jefe de condado era a la vez castellano del respectivo castillo comarcal en trece condados. Los jefes de condado lo eran por un período de tiempo limitado y el rey podía destituirlos, pero varios prelados (en el siglo XV también seculares) recibieron el "liderazgo eterno del condado" de su diócesis.
Tenga en cuenta que el título formal comes también lo llevaron algunos dignatarios de la corte (por ejemplo, comes curiae) y otros nobles en la Alta Edad Media, y más tarde por otros miembros de la nobleza media en la Baja Edad Media, sin significar conde en estos casos.
Desde los siglos XIII-XIV en adelante, los jefes de condado delegados, y no el propio jefe de condado, eran los verdaderos administradores del condado. Este desarrollo fue enfatizado por el hecho de que los jefes de condado también eran altos dignatarios del estado o de la corte al mismo tiempo (palatino, tesorero, etc.), por lo que no tenían mucho tiempo para la gestión del condado. El papel de este subjefe de condado era administrar el condado durante la ausencia del jefe de condado. Originalmente, el jefe de condado delegado era un empleado personal del rey y, por lo tanto, la persona principal a través de la cual el rey ejercía influencia en el condado. A su vez, el diputado era el castellano del castillo del jefe del condado o un funcionario económico (provisor) de las propiedades del mismo. Inicialmente, los nobles del condado no podían influir en el nombramiento del subjefe del condado, pero a principios del siglo XV lograron imponer una regla según la cual solo un noble del mismo condado puede convertirse en el subjefe del condado.
Inicialmente, en el siglo XIII, la influencia de los nobles se hizo sentir solo en la esfera judicial. Los jueces de los servientes regis -llamados iudices servientium- se convirtieron en "jueces nobles", y los tribunales de los servientes regis -llamados sedes iudiciaria o sedria- se convirtieron en la corte del condado. Las reuniones de la sedria eran dirigidas por el jefe del condado, y, por lo tanto, de facto por su adjunto. Hasta el siglo XV, los cojueces del jefe de condado eran su jefe de condado delegado, los (generalmente cuatro) jueces nobles y varias personas designadas ad hoc entre los nobles presentes. Desde el siglo XV en adelante, los jurados permanentes fueron elegidos entre los nobles del condado. La sedria sirvió como tribunal de primera instancia para disputas menores de los nobles y como instancia de apelación para los tribunales de aldea y los tribunales patrimoniales (sedes dominialis).
Desde el comienzo de su existencia, los jueces nobles fueron los representantes reales de la autonomía del condado. Fueron elegidos por la congregatio generalis y no solo eran jueces, sino también administradores políticos de sus respectivos distritos procesales. Formaron el núcleo de la nueva clase de escuderos que surgía.
Más tarde, los condados incluso se convirtieron en entidades políticas que representaban la autonomía noble (autogobierno noble). Esta evolución comenzó especialmente bajo los reyes Carlos Roberto y Luis I. A partir de 1385, los condados enviaban representantes a las reuniones de la Dieta del reino de Hungría y desempeñaban un papel en la recaudación y fijación de impuestos. Pero solo a principios del siglo XV, los nobles lograron imponer una regla según la cual solo un noble del mismo condado puede convertirse en jefe delegado del condado y cojuez. A partir de 1504, el nombramiento del vicejefe de condado tuvo que ser aprobado por los nobles (congregatio generalis), de modo que el jefe de condado delegado se convirtió definitivamente en el líder de facto del condado. El jefe de condado, designado por el rey entre los oligarcas (nobleza suprema), era solo el representante formal del condado.
Las autoridades del condado eran muy poderosas y administraban todas las esferas de la vida pública. Eran responsables de todos los habitantes del condado, a excepción de los habitantes de las ciudades reales libres (liberae regiae civitate), las ciudades mineras, los distritos libres y, en la época de los reyes de Anjou, también de los dominios de los castillos reales. Hasta 1486, algunos miembros de la nobleza suprema también estaban exentos de la jurisdicción del condado.
El organismo de autogobierno más importante del condado fue la congregatio generalis, es decir, la asamblea del condado convocada y dirigida por el jefe del condado. Originalmente, este cuerpo fue creado y sirvió solo como un cuerpo judicial, que estaba integrado por el juez, los miembros de la sedria y ocho nobles electos, que habitualmente se convocaba una vez al año. Al mismo tiempo, la inquisitio communis (audiencia de un testigo) permitió a los nobles influir en los procedimientos llevados a cabo en la curia real. Gradualmente, los asuntos judiciales fueron excluidos de las reuniones de la congregatio generalis, que pasó así de un organismo judicial a un organismo administrativo. Todos los nobles del condado participaban personalmente en las reuniones de la congregatio, que decidía sobre todos los asuntos políticos, militares y económicos importantes.
Desde principios del siglo XV, el territorio de cada condado se dividió en processus, cada uno de los cuales era administrado por uno de los jueces nobles (por lo tanto, generalmente había cuatro en cada condado). El objetivo era simplificar la administración. El número de processus fue aumentando a partir del siglo XVIII, porque también aumentaron las funciones de los condados. El processus, a su vez, constaba de dos a seis círculos o esferas (en latín: circuli), cada uno de los cuales estaba a cargo de un juez noble adjunto.
Hasta la década de 1840 (con la excepción de 1785-1790), el idioma oficial de la administración condal fue el latín.
En 1840, el jefe adjunto del condado (alispán,Vicegespann o Vizegespan) era descrito como "el personaje de mayor importancia en el condado", con deberes similares a los de un sheriff inglés, presidiendo a la vez el tribunal de justicia del condado. (el Obergespann, teóricamente su superior, solía ser un noble, que comúnmente estaría en Viena o Pest y, por lo tanto, tendría poco tiempo para los asuntos locales). Además, el Vicegespann presidía la asamblea del condado, que tenía hasta 1840 una larga lista de facultades, desde reglamentos policiales hasta impuestos, pasando por mejoras en puentes y caminos.

## Condados estatales
En 1849, durante y después de la derrota húngara en la revolución de 1848-1849, los Habsburgo austriacos establecieron una dictadura militar en el reino de Hungría, convirtiendo a los condados en simples entidades y autoridades de administración estatal.

### Primer acuerdo provisional
Los austriacos comenzaron a crear una administración centralizada provisional en febrero de 1849, Alexander von Bach emitió un decreto sobre la organización provisional del Reino de Hungría a principios de agosto de 1849 y el 24 de octubre siguió un reglamento sobre el sistema administrativo del Reino de Hungría por el que Croacia, Eslavonia, la Frontera Militar, Voivodina y el Banato de Tamis se separaban del reino de Hungría (que no incluía Transilvania en ese momento) y se subordinaron directamente a Viena.
El territorio restante se dividió en cinco distritos militares (en la actual Eslovaquia: Bratislava, Košice, en el territorio restante: Sopron, Pest-Buda, Oradea) dirigidos por generales designados por el emperador, que a su vez eran divididos en distritos civiles (alrededor de cuatro en cada distrito militar), los distritos civiles se dividieron en condados (con sus límites anteriores) y los condados en distritos. El alemán se convirtió en el idioma oficial. 

### Segundo acuerdo provisional (Acuerdo Geringer, 13 de septiembre de 1850-18 de enero de 1853)
Según un reglamento sobre la administración política provisional del reino de Hungría emitido el 13 de septiembre de 1850, el territorio se dividió en los cinco distritos anteriores (ahora llamados distritos civiles), que a su vez se dividían en condados y condados en distritos. Los territorios de algunos condados cambiaron, algunos condados se fundaron entonces. Los distritos estaban dirigidos por los principales jefes de condado del distrito, los condados por un presidente (Vorstand) y los distritos por jueces nobles (Stuhlrichter).

### Acuerdo definitivo (19 de enero de 1853-20 de octubre de 1860
Solo se hicieron ligeros cambios al arreglo anterior. Cada distrito se convirtió formalmente en un territorio administrativo de un departamento de la gobernación (desde el 1 de julio de 1860: territorio administrativo de las sucursales de la gobernación). Algunos territorios del condado fueron ligeramente modificados y fueron dirigidos por comisionados. Las únicas responsabilidades de estos condados estatales eran la administración política y la gestión de impuestos. Los tribunales estaban a cargo de otras entidades.

## Periodo transitorio
La situación que prevalecía antes de 1848 se restableció en octubre de 1860, tanto en términos de fronteras como en términos de autonomía nobiliaria. En 1863, sin embargo, la autonomía noble fue reemplazada nuevamente por un sistema absolutista de administración estatal.

## Condados modernizados

Mapa de los 71 condados de las tierras del Reino de Hungría (1526-1867) alrededor de 1880.

### Historia
Tras el Compromiso Austro-Húngaro de 1867, en 1868 Transilvania se reunió definitivamente con el reino de Hungría propiamente dicho, y la ciudad y el distrito de Rijeka se declararon autónomos. En 1869, los condados perdieron los poderes jurisdiccionales (los tribunales) al organizarse las tribunales reales. La modernización de los condados se realizó entonces en dos pasos.
En primer lugar, una ley del parlamento de 1870 unificó el estatus legal y las estructuras administrativas internas de las diversas unidades administrativas municipales autónomas, aboliendo casi todos los privilegios históricos. Sin embargo, esta "Ley de Municipios" retuvo los nombres históricos y los funcionarios de los municipios y no tocó sus territorios en general, por lo que el territorio y los nombres de los condados aún correspondían en gran medida a los del período anterior a 1848. Sin embargo, además de los 65 condados (49 en Hungría propiamente dicha, 8 en Transilvania y 8 en Croacia), había 89 ciudades con derechos municipales, incluidas ciudades históricas reales privilegiadas y otras, autorizadas por la ley de 1870, y otros tipos de municipios territoriales (3 en Hungría propiamente dicha y 18 en Transilvania), incluidos los distritos privilegiados, las llamadas sedes del País Sículo y los sajones de Transilvania y otros. Por lo tanto, el número total de entidades municipales fue de 175 bajo el control directo del gobierno central húngaro, de las cuales aproximadamente un tercio era un condado.
El principal efecto de la "Ley de Municipios" de 1870 fue que ya no sólo los nobles y otros grupos privilegiados podían dirigir los municipios. El sistema de distritos (históricamente, en latín, processus) como subdivisiones administrativas se afirmó en los condados y se extendió a otras áreas.
El segundo paso de la modernización se realizó en otra ley del parlamento en 1876. Esta ·Ley de Territorios Municipales· redujo significativamente el número de municipios y convirtió a los condados en las únicas unidades territoriales al abolir los distritos privilegiados, las sedes y otras formas. Se organizaron 73 condados en lugar de los 65 condados y otras 21 unidades. Sin embargo, las identidades históricas fueron muy consideradas: en Hungría propiamente dicha, solo se hicieron correcciones menores. Los cambios más grandes se produjeron en Transilvania, donde el País y la Tierra de los sajones fueron completamente "condatizadas". Al mismo tiempo, el número total de municipios se redujo de 89 a 30.
Después de 1876, solo se hicieron cambios menores al sistema hasta 1918. El número de distritos procesales aumentó constantemente durante las siguientes décadas, pasando de alrededor de 400 a unos 450 en 1918. Los poderes y responsabilidades de los condados se redujeron constantemente y se transfirieron a ministerios en diferentes campos de administración especial, como las responsabilidades en términos de construcción, medicina veterinaria y macrogestión financiera. Los ministerios los controlaban a través de sus propias agencias regionales y locales. 

### Funcionamiento
El organismo principal del condado era el comité municipal, compuesto por un 50% de "virilistas" (personas que pagaban los impuestos directos más altos), y un 50% de personas electas que cumplían el censo prescrito y miembros ex officio (jefe delegado del condado, notario principal y otros). El condado estaba dirigido por el jefe de condado principal, que era un funcionario del gobierno subordinado al Ministerio del Interior del Reino de Hungría. El jefe delegado del condado también era una función importante.

## Divisiones administrativas del reino de Hungría
Este artículo no muestra todos los estados de divisiones administrativas que existieron a lo largo de los siglos, solo los principales. Especialmente para el período medieval, varias fuentes a menudo dan divisiones ligeramente diferentes. Además, las listas de los puntos de tiempo individuales provienen de diferentes fuentes, por lo que la categorización de primer nivel no es necesariamente compatible a lo largo del tiempo.

### 1038
- Arad
- Bács (predecesor del actual Bács-Kiskun)
- Baranya (predecesor del actual Baranya)
- Bars
- Békés (predecesor del actual Békés)
- Bihar (predecesor del actual Hajdú-Bihar)
- Bodrog
- Borsod (predecesor del actual Borsod-Abaúj-Zemplén)
- Borsova
- Csanád
- Csongrád (predecesor del actual Csongrád)
- Fejér (predecesor del actual Fejér)
- Gömör
- Hont
- Keve
- Kolon
- Komárom (predecesor del actual Komárom-Esztergom)
- Krassó
- Nyír
- Nyitra
- Pozsony
- Sasvár
- Somogy (predecesor del actual Somogy)
- Sopron (predecesor del actual Sopron)
- Temes
- Tolna (predecesor del actual Tolna)
- Ung
- Újvár I.
- Újvár II. (Aba-újvár, predecesor del actual Borsod-Abaúj-Zemplén)
- Valkó
- Veszprém (predecesor del actual Veszprém)
- Visegrád
- Zaránd
- Zemplén (predecesor del actual Borsod-Abaúj-Zemplén)

### Alrededor de 1074
Alrededor de 1074 en el reino de Hungría existían entre 45 y 50 condados. La existencia de alguno de ellos es debatida para esta época.

#### Condados
- Albae Iuliensis
- Albensis (muy grande)
- Aradiensis
- Bacsensis (parte meridional del Bacsensis posterior)
- Baranyiensis (incluye la otra orilla del Drava con Požega)
- Barsiensis
- Bihariensis (más grande que el posterior)
- Bekesiensis
- Bodrogiensis (parte septentrional del Bacsensis posterior)
- Borsodiensis
- Borsova (aproximadamente corresponde con el posterior Bereghiensis);
- Castriferrei
- Comaromiensis
- Csanadiensis
- Csongradiensis
- Dobocensis (alrededor de Dăbâca)
- Hontensis – probable
- Jauriensis
- Karakó (entre Castriferrei y Vespriminiensis)
- Kéve (parte septentrional del posterior Torontaliensis)
- Kolon (más tarde llamado Szaladiensis, que aquí incluye la otra orilla del Drava)
- Colosiensis
- Krassovinsis
- Krasznensis (around Crasna) – maybe
- Kukoliensis
- Mosoniensis
- Neogradiensis
- Nitriensis
- Novi Castri (el posterior Abaujvariensis más la parte meridional de Sarosiensis más el Hevesiensis)
- Wissegradensis (el posterior Pesthiensis y Pilisensis)
- Posoniensis
- Simigiensis (incluye la otra orilla del Drava)
- Soproniensis
- Strigoniensis
- Szabolcsensis
- Szathmariensis
- Szolnokiensis I (alrededor de Szolnok)
- Szolnokiensis II (alrededor deDej)
- Temesiensis
- Tolnensis
- Thordensis
- Trenchiniensis – anexada sólo a finales del siglo XI.
- Tornensis
- Unghvariensis
- Vukovariensis
- Vesprimiensis
- Zarandiensis (en la cuenca del río Körös)
- Zempliniensis – probable

#### Condados fronterizos
Se asume que los siguientes castillos fueron sede de condados fronterizos (marchiae, határispánságok), es probable que otros castillos también lo fueran (ordenados de norte a sur): 
- En la actual Eslovaquia: Bratislava (en aquel tiempo Bresburc/Preslawaspurch/Poson), Hlohovec (Golguc/Golgoc), Trenčín (Treinchen), Beckov (Blundus), Nitra (Nitria), Šintava (Sempte), Gemer (Gomur) y Zemplin (Zemněn, Zemlyn).
- En la actual Ucrania: Úzhgorod (Ungvár) y Borsova
- En la actual Hungría: Moson, Sopron, Novum Castrum (Újvár), Borsod, Vasvár, Karakó (cerca de Jánosháza) y Zalavár (Kolon).
- En la actual Rumanía: Dobaca (Doboka), Alba Iulia (Gyulafehérvár), Cluj-Napoca (Kolozsvár), Satu Mare (Szatmárnémeti), Timișoara (Temesvár) y Turda (Torda).
- En la actual Croacia: Vukovar (Valkóvár).
- En la actual Serbia:  Belgrado (Fehérvár), Stara Palanka (Haram-Krassó-), Kovin (Kéve).

### sigloXV
A fines del siglo XIV y en el siglo XV había alrededor de 70 condados, de los cuales 7 en el voivodato de Transilvania (en la actual Rumania), 7 bajo el banato de Eslavonia (principalmente en la actual Eslavonia y Croacia), y el resto formando Hungría propiamente dicha (principalmente las actuales Hungría y Eslovaquia, con 10 condados en su totalidad y 11 parcialmente en la actual Eslovaquia. 

#### Condados
- Hungría proper

- Albensis
- Abaujvariensis
- Aradiensis
- Arvensis
- Bacsensis
- Baranyiensis
- Barsiensis
- Bekesiensis
- Bereghiensis
- Bihariensis
- Borsodiensis
- Castriferrei
- Comaromiensis
- Csanadiensis
- Csongradiensis
- Gömöriensis
- Hevesiensis
- Honthiensis
- Jauriensis
- Kéve
- Kishontensis
- Krassovinsis
- Krasznensis
- Lyptoviensis
- Maramarusiensis
- Mosoniensis
- Nagysziget
- Nitriensis
- Neogradiensis
- Pesthiensis
- Pilisensis
- Poseganus
- Posoniensis
- Sarosiensis
- Scepusiensis
- Simigiensis
- Sirmiensis
- Soproniensis
- Strigoniensis
- Szabolcsensis
- Szaladiensis
- Szathmariensis
- Szolnok exterior (Külső-Szolnok)
- Szolnok mediocris (Közép-Szolnok)
- Temesiensis
- Thurociensis
- Tolnensis
- Tornensis
- Torontaliensis
- Trenchiniensis
- Ugotgensis
- Unghvariensis
- Vesprimiensis
- Vukovariensis
- Zarandiensis
- Zempliniensis
- Zoliensis

- Transilvania

- Albae Iuliensis
- Barcia (also: Burcia, Burica)
- Bistricia
- Colosiensis
- Dobocensis
- Fogarasiensis
- Hunyadensis
- Kukoliensis
- Szászföld (literally "Saxony")
- Szolnok interior (Belső-Szolnok)
- Thordensis

- Croacia-Eslavonia
  - Crisiensis
  - Dubicensis
  - Orbasz (también Vrbas, Wrbas, Urbas etc. )
  - Szana (en el río Sana)
  - Varasdinensis
  - Verovitiensis
  - Zagrabiensis
- Banatos
  - Nándorfehérvár (Nándorfehérvári bánság)
  - Jajca (Jajcai bánság)
  - Macsó (Macsói bánság)
  - Szörény (Szörényi bánság)
  - Szrebernik (Szreberniki bánság)

#### Condición especial
- Hungría proper
  - Halasszék (a sedes)
  - Jászság
  - Kolbázszék (a sedes)
  - Kunság
  - Provincia XXIV oppidorum terrae Scepusiensis (en 1412, trece de las ciudades fueron empeñadas a Polonia y mantenidas en una condición especial).
- Transilvania
  - Aranyensis sedes (Aranyosszék)
  - Csikiensis sedes (Csíkszék)
  - Giergiensis sedes (Gyergyószék)
  - Kászonszék (a sedes)
  - Kesdiensis sedes (Kézdiszék)
  - Marusiensis sedes (Marosszék)
  - Orbai sedes (Orbaiszék)
  - Sepsiensis sedes (Sepsiszék)
  - Udvarhelyensis sedes (Udvarhelyszék)

El número de ciudades libres y ciudades mineras (liberae regiae civitate et civitates montanae) fue cambiante, aunque la mayor parte de las ciudades mineras se hallaron en las Tierras Altas de la presente Eslovaquia.

### Siglos XVI-XVIII
En el siglo XVI, el reino se vio tan gravemente afectado por la conquista otomana que su territorio se vio reducido a prácticamente un tercio de su tamaño anterior. En 1541, el territorio restante fue denominado Hungría Real y administrado por los Habsburgo.

#### Capitanías
En 1547, la Hungría Real se dividió con fines militares y en parte también administrativos en dos capitanías generales (en húngaro: főkapitányságok, en eslovaco: hlavné kapitanáty):
- Cisdanubia (en gran parte la actual Eslovaquia).
- Transdanubia (la restante Hungría Real).

Posteriormente, estas capitanías se subdividieron aún más.
En 1553 y 1578, las regiones del sur y sureste se separaron en la Frontera Militar y de facto ya no formaban parte del Reino.
Después de 1606 hubo las siguientes capitanías:
- Capitanía de Alta Hungría (Eslovaquia oriental y la parte adyacente nororiental de Hungría, parte de la actual Rumanía y part de la Rutenia Cárpatica, creada en 1563).
- Capitanía de Baja Hungría (Eslovaquia occidental y central, creada en 1563).
- Capitanía de Győr (territorios entre el lago Balaton y el río Danubio).
- Capitanía de Kanizsa (Hungría occidental).
- Capitanía de Croacia (Croatia occidental).
- Capitanía de Eslavonia (Croacia septentrional]].

#### Condados (siglos XVII-XVIII)
Tenga en cuenta que muchos de los condados dejaron de existir durante la ocupación turca (aprox. 1541-1699/1718). Para las divisiones administrativas en el territorio turco, véase Imperio otomano.
Después de la derrota de los turcos (alrededor de 1700) había de nuevo unos 70 condados en todo el Reino de Hungría. Después de la derrota final de los turcos en 1718, los tres condados del sur, Temesiensis, Torontaliensis y Krassovinsis crearon el distrito administrativo especial Banatus Temesiensis (Temesi Bánság). Este distrito se disolvió nuevamente en 1779, pero su parte más al sur siguió siendo parte de la Frontera Militar (Confiniaria militaria) hasta finales del siglo XIX.
La siguiente lista no muestra Transilvania. El districtus es sólo una división formal tradicional. Tenga en cuenta que algunos de los condados anteriores, por ejemplo el Zarandiensis, eran parte de Transilvania en este momento.
(a) Districtus Cis-Danubianus (13):
- Arvensis
- Bacsensis
- Barsiensis
- Honthiensis
- Lyptoviensis
- Nitriensis
- Neogradiensis
- Pesthiensis
- Posoniensis
- Strigoniensis
- Trenchiniensis
- Turocziensis
- Zoliensis

(b) Districtus Trans-Danubianus (11):
- Albensis
- Baranyiensis
- Castriferrei
- Comaromiensis
- Jauriensis
- Mosoniensis,
- Simigiensis
- Soproniensis
- Tolnensis
- Vesprimiensis
- Szaladiensis

(c) Districtus Cis-Tybiscanus (10): 
- Abaujvariensis
- Bereghiensis
- Borsodiensis
- Gömöriensis
- Hevesiensis et Szolnok mediocris
- Sarosiensis
- Scepusiensis
- Tornensis
- Unghvariensis
- Zempliniensis

(d) Districtus Trans-Tibiscanus (12): 
- Aradiensis
- Bekesiensis
- Bihariensis
- Csanadiensis
- Csongradiensis
- Krassovinsis
- Maramarosiensis
- Szabolcsensis
- Szathmariensis
- Temesiensis
- Torontaliensis
- Ugotgensis

(e) Condados entre el Drava y el Sava que, tras la derrota turca alrededor de 1700 pasaron a ser considerados pare de Croacia-Eslavonia:
- Poseganus
- Sirmiensis
- Verovitiensis/Vukovariensis

#### Distritos libres
Estos eran territorios privilegiados, completamente exentos del sistema de condados.
- Districtus Jazygum et Cumanum (Jászkunság/Jászkun kerület).
- Oppida sedecim Scepusiensia -desde 1772, antes de 1772 las ciudades habían sido empeñadas a Polonia y tenían una condición especial.
- Oppida privilegiata Hajdonicalia (Hajdúság), desde el siglo XVII.

### Divisiones administrativas temporales (1785–1790)
El reino de Hungría, incluyendo a Croacia y Eslavonia, fue dividido en diez distritos militar-administrativos: 
- Nitra
- Banská Bystrica
- Košice
- Mukacheve
- Győr
- Pest
- Zagreb
- Timișoara
- Oradea
- Pécs

Cada distrito constaba de 4 a 7 condados, cuyas fronteras se cambiaron en 1786. En 1790, se restauró el sistema anterior a 1785.

### Tras la revolución de 1848/1849
Entre 1849 y 1860, el reino de Croacia, el reino de Eslavonia y el Voivodato de Serbia y Banato de Tamis (Szerb vajdaság és Temesi bánság) fueron serparados del reino de Hungría y subordinados directamente a Viena (Austria). El territorio restante del reino de Hungría (que no incluía Transilvania en ese momento) fue dividido en cinco distritos:
- Distrito militar de Presburgo
- Distrito militar de Kaschau
- Distrito militar de Ödenburg
- Distrito militar de Pest-Ofen
- Distrito militar de Großwardein

Estos distritos estaban divididos en condados, cuyos límites tradicionales fueron modificados en 1850 y 1853.
Entre 1860 y 1867, estos distritos fueron abolidos y restituidos los condados previos a 1848.

### 1867-1920
Desde 1867 se reformaron en gran medida las divisiones administrativas y políticas de las tierras pertenecientes a la corona húngara. En 1868, Transilvania se reunió definitivamente con Hungría propiamente dicha, y la ciudad y el distrito de Fiume (Rijeka) se declararon autónomos. En 1873 parte de la Frontera Militar se unió con Hungría propiamente dicha y parte con Croacia-Eslavonia. Hungría propiamente dicha, según el uso antiguo, se dividía generalmente en cuatro grandes divisiones o círculos, y Transilvania hasta 1876 se consideraba como el quinto.
En 1876 se introdujo un sistema general de condados. De acuerdo con esta división, Hungría propiamente dicha se dividió en siete regiones estadísticas que no tenían funciones administrativas, de las cuales Transilvania formaba una.
Las siguientes divisiones administrativas existieron entre 1886 y 1920: 

#### Condados rurales
A continuación se establece una clave de abreviaturas para los países actuales en los que se hallan los condados de la lista, entre paréntesis en ella se encuentra la capital en 1910.
1. HU  = Hungría
2. SK  = Eslovaquia
3. UA  = Ucrania
4. AT  = Austria
5. RO  = Rumanía
6. HR  = Croacia
7. SR  = Serbia
8. SI  = Eslovenia
9. PL  = Polonia

##### Hungríaproper
(a) Orilla izquierda del Danubio
1. Condado de Árva (Alsókubin, SK, PL)
2. Condado de Bars (Aranyosmarót, SK)
3. Condado de Esztergom (Esztergom, SK, HU)
4. Condado de Hont (Ipolyság, SK, HU)
5. Condado de Liptó (Liptószentmiklós, SK)
6. Nógrád County (Balassagyarmat, SK, HU)
7. Condado de Nyitra (Nyitra, SK)
8. Condado de Pozsony (Pozsony, SK, HU)
9. Condado de Trencsén (Trencsén, SK)
10. Condado de Turóc (Turócszentmárton, SK)
11. Condado de Zólyom (Besztercebánya, SK)

(b) Orilla derecha del Danubio
1. Condado de Baranya (Pécs, HU, HR)
2. Condado de Fejér (Székesfehérvár, HU)
3. Condado de Győr (Győr, HU, SK)
4. Condado de Komárom (Komárom, SK, HU)
5. Condado de Moson (Mosonmagyaróvár, HU, AT, SK)
6. Condado de Somogy (Kaposvár, HU)
7. Condado de Sopron (Sopron, HU, AT)
8. Condado de Tolna (Szekszárd, HU)
9. Condado de Vas (Szombathely, HU, AT, SI)
10. Condado de Veszprém (Veszprém, HU)
11. Zala County (Zalaegerszeg, HU, HR, SI)

(c) Entre el Danubio y el Tisza
1. Condado de Bács-Bodrog (Zombor, HU, SR)
2. Condado de Csongrád (Szentes, HU, SR)
3. Condado de Heves (Eger, HU)
4. Condado de Jász-Nagykun-Szolnok (Szolnok, HU)
5. Condado de Pest-Pilis-Solt-Kiskun (Budapest, HU)

(d) En la orilla derecha del Tisza
1. Condado de Abaúj-Torna (Kassa, SK, HU)
2. Condado de Bereg (Beregszász, UA, HU)
3. Condado de Borsod (Miskolc, HU)
4. Condado de Gömör és Kis-Hont (Rimaszombat, SK, HU)
5. Condado de Sáros (Eperjes, SK)
6. Condado de Szepes (Lőcse, SK, PL)
7. Condado de Ung (Ungvár, UA, SK, HU)
8. Condado de Zemplén (Sátoraljaújhely, SK, HU)

(e) En la orilla izquierda del Tisza
1. Condado de Békés (Gyula, HU)
2. Condado de Bihar (Nagyvárad, RO, HU)
3. Condado de Hajdú (Debrecen, HU)
4. Condado de Máramaros (Máramarossziget, UA, RO)
5. Condado de Szabolcs (Nyíregyháza, HU, UA)
6. Condado de Szatmár (Nagykároly, RO, HU)
7. Condado de Szilágy (Zilah, RO)
8. Condado de Ugocsa (Nagyszőllős, UA, RO)

(f) Entre el Tisza y el Maroș
1. Condado de Arad (Arad, RO, HU)
2. Condado de Csanád (Makó, HU, RO)
3. Condado de Krassó-Szörény (Lugos, RO)
4. Condado de Temes (Temesvár, RO, SR)
5. Condado de Torontál (Nagybecskerek, SR, RO, HU)

(g) Királyhágón túl ("sobre el paso real a través de las montañas", lo que equivaldría a Transilvania, todos en la presente Rumanía
1. Condado de Alsó-Fehér (Nagyenyed)
2. Condado de Beszterce-Naszód (Beszterce)
3. Condado de Brassó (Brassó)
4. Condado de Csík (Csíkszereda)
5. Condado de Fogaras (Fogaras)
6. Condado de Háromszék (Sepsiszentgyörgy)
7. Condado de Hunyad (Déva)
8. Condado de Kis-Küküllő (Dicsőszentmárton)
9. Condado de Kolozs (Kolozsvár)
10. Condado de Maros-Torda (Marosvásárhely)
11. Condado de Nagy-Küküllő (Segesvár)
12. Condado de Szeben (Nagyszeben)
13. Condado de Szolnok-Doboka (Dés)
14. Condado de Torda-Aranyos (Torda)
15. Condado de Udvarhely (Székelyudvarhely)

##### Reino de Croacia y Eslavonia
Este reino se dividió en ocho condados, todos salvo Sirmia, en la actual Croacia.
1. Condado de Bjelovar-Križevci (Bjelovar, HR)
2. Condado de Lika-Krbava (Gospić, HR)
3. Condado de Modruš-Rijeka (Ogulin, HR)
4. Condado de Požega (Požega, HR)
5. Syrmia (Vukovar, HR, SR)
6. Varaždin (Varaždin, HR)
7. Virovitica (Osijek, HR)
8. Zagreb (Zagreb, HR)

#### Ciudades con derechos municipales

##### Hungría proper
- Arad
- Baja
- Debrecen
- Győr
- Hódmezővásárhely
- Kassa (Košice)
- Kecskemét
- Kolozsvár (Cluj)
- Komárom (Komárno)
- Marosvásárhely (Târgu Mureş)
- Miskolc (from 1909)
- Nagyvárad (Oradea)
- Pancsova (Pančevo)
- Pécs
- Pozsony (Bratislava)
- Selmecbánya y Bélabánya
- Sopron
- Szabadka (Subotica)
- Szatmárnémeti (Satu Mare)
- Szeged
- Székesfehérvár
- Temesvár (Timișoara)
- Újvidék (Novi Sad)
- Versec (Vršac)
- Zombor (Sombor)
- Budapest

##### Croacia-Eslavonia
- Eszék (Osijek)
- Varasd (Varaždin)
- Zágráb (Zagreb)
- Zimony (Zemun)

#### Fiume (Rijeka)
La ciudad y el distrito de Fiume (Rijeka) formaron una división separada. Fue objeto de disputa entre Hungría propiamente dicha y Croacia-Eslavonia y cambió de manos varias veces (su conveniencia como puerto marítimo hizo que cambiara de manos incluso después de que finalmente se rompiera la unión húngaro-croata).